# Agoma elegantula
Agoma elegantula là một loài bướm đêm trong họ Noctuidae.